# Katia Klein
Katia Klein Carulla (Santander, Cantabria, 7 de enero de 1986) es una actriz e ilustradora española.

## Biografía
Nacida en Santander y criada en Barcelona, se diplomó en el Colegio de Teatro de Barcelona 2004-2008. Ha trabajado en la serie de televisión Aída y en varias producciones para TV3, como El cor de la ciutat y El club de la calceta.
En 2013 trabajó en la serie Cuéntame como pasó interpretando el papel de Lola, la prima inglesa de Carlitos (Ricardo Gómez). En 2016 se incorpora a Amar es para siempre interpretando el papel de una joven americana que vive en la Plaza de los frutos.
Tiene un hijo, nacido en 2020.

## Filmografía

### Televisión
- Aída (Tele5)
- La riera (TV3)
- Divines (TV3; dirección: Pol Mainat; producción: Gestmusic)
- El Club de la Calceta (Tele-Movie; dirección: Antón Dobao; producción: Diagonal TV y Ficción)
- El Cor de la Ciutat (TV3, sexta temporada; dirección: Esteve Rovira; producción: TV3)
- Un Forat a la Butxaca (presentadora para el K3)
- Mobbing (Tele-Movie; dirección: Sonia Sánchez; producción: Pausoka y PCM)
- Cuéntame cómo pasó, como Lola Miravete (2013)
- Amar es para siempre, como Fiona Andersson (2016-2017)
- La que se avecina, como Olivia (2022)
- 4 estrellas, como Lorena (2023)

### Cine
- Animals, largometraje (dirección: Marçal Forés; producción: Escándalo Films)
- Es quan dormo, largometraje (dirección: Marcel Juan y Sergi Silvestre; producción: Lantana Films)
- La estación del olvido, largometraje (dirección: Christian Molina y Sandra Serna; producción: Canónigo Films y TVC)
- Si te quieres venir, cortometraje (dirección: Belén Funés; producción: Escándalo Films)
- Última sesión, largometraje (dirección: Francesc Paez; producción: Activa films)
- Comunicació, cortometraje (dirección: Sergi Portabella; producción: Bipolar)
- Eskalofrío, largometraje (dirección: Isidro Ortiz; producción: Fausto 5.0)
- Mónica, cortometraje (dirección: David Victori; producción: Zoopa)

### Teatro
- Las niñas no deberían jugar al fútbol (dirección: Marta Buchaca; Teatros del Canal)
- Iaia! (dirección: Roger Peña; Teatro Goya)
- Orquesta Club Virginia (dirección: Manolo Iborra; Matadero)
- Volveremos a hablar esta noche (dirección: Jaime Palacios; sala grande del Microteatro)
- Cernuda, recital de poesía (dirección: Meritxell Yanes; Teatre la Mercè)
- Spoon River Anthology (dirección: Rosa Vilanova; sala La Planeta)
- Taula de tres, lectura dramatizada (dirección: Albert Prat; Nau Ivanov)
- Les coses de la forma, assaig obert (dirección: Alex de Capo; Teatre Lliure)
- Inocència (dirección: Thomas Sauerteig; Mostra del CTB)
- Agítame, please, tesina (dirección: Margalida Riera; Teatre Estudi, Institut del Teatre)
- Dramatúrgia al país de les meravelles, lectura dramatizada (dirección: Francesc Cerro; Les golfes de can Fabra)
- Iaia (dirección: Roger Peña; con Montserrat Carulla y Aleix Peña Miralles)
- Sueño de una noche de verano, con Carmen Conesa (dirección: Darío Facal)

## Libros
- 2016: Llámame rara (Publicado el 6 de octubre de 2016)

## Cómics
- 2019: Lea y los pájaros (Publicado el 23 de marzo de 2019)
- 2021: Cacahuete y Medio (Publicado el 18 de enero de 2021)
- 2021: Nicoleta y el misterio del colmillo (Publicado el 1 de octubre de 2021) dibujo de Rut Pedreño
- 2022: Siempre Contigo (Publicado el 16 de febrero de 2022)
- 2023: Ollie y Flip (Publicado en enero de 2023)
- 2023: La isla de Oko: Sonríe (Publicado en noviembre de 2023) dibujo de Rut Pedreño